# جبل ستانلي
قمة ستانلي  وهي قمة جبلية تقع في سلسلة رونزوري الجبلية في شرق افريقيا على حدود أوغندا والكونغو الديمقراطية، حيث يبلغ ارتفاعها 5110 متر عن سطح البحر، وتكسو القمة الثلوج معظم أوقات العام نتيجة الانخفاض الشديد في درجات الحرارة، وتمتاز المنطقة المحيطة بالقمة بجمالية المنظر حيث الغطاء النباتي الأخضر والبحيرات والشلالات والغابات الأفريقية.